# 乔仁哈萨克族乡
乔仁哈萨克族乡（維吾爾語：چورىن قازاق يېزىسى‎）是中华人民共和国新疆维吾尔自治区昌吉回族自治州奇台县下辖的一个民族乡。

## 行政区划
乔仁哈萨克族乡下辖以下村级行政区划单位：
蒙根布哈村、乔仁村和草原站村。